# Joanne Aluka
Joanne Onyinyecukwu Aluka, coniugata White (Jackson, 26 aprile 1979), è un'ex cestista e allenatrice di pallacanestro statunitense con cittadinanza nigeriana.

## Carriera
Con la Nigeria ha disputato i Giochi olimpici di Atene 2004.